# سینمای اوگاندا

ملکه کاتوه ۲۰۱۶ با بازی مدینا نالوانگا بازیگر زن سینمای اوگاندا

سینمای اوگاندا یک صنعت نوپا و در حال ظهور است که بیشتر با عنوان اوگاوود یا گاهی کیناوگاندا توسط مردم این سرزمین شناخته می‌شود. اولین فیلم بومی تولید شده در اوگاندا مبارزه یا احساسات ساخته اشرف اسموو جریری محصول ۲۰۰۵ است. بدنه دولتی اوگاندا اصرار دارد که به همان روشی که نالیوود (سینمای نیجریه) و بالیوود از هالیوود الهام گرفته‌اند، صنعت فیلم این کشور به‌طور مداوم در حال رشد است.
تولید فیلم در اوگاندا شدیداً به بودجه برخی از سازمان‌های مردم نهاد وابسته است. در حال حاضر سیاست فیلم‌سازی بر تولید آثار بسیار کم خرج با وسایل ابتدایی است. برخی استودیوها مانند کمپانی رامون‌فیلم در نزدیکی کامپالا طی ۱۰ سال گذشته بیش از ۴۰ فیلم اکشن با بودجه کم تولید کرده‌است. این استودیو بیشتر با فیلم چه کسی کاپیتان الکس را کشت؟ شناخته شده‌است. فیلمی که با بودجه باورنکردنی ۸۵ دلاری ساخته شده‌است.
دفتر تحقیقات دولتی (۲۰۱۱)، افسانه فلیستاس ساخته دیلمن دیلا ۲۰۱۳ و کانی: دستور از بالا (۲۰۱۹) از فیلم‌های اوگاوودی هستند که با گستره توزیع مناسب روبرو بودند. کانی: دستور از بالا در سال ۲۰۱۹ به عنوان نماینده سینمای اوگاندا برای جایزه اسکار بهترین فیلم بین‌المللی معرفی شده بود.
مدینا نالوانگا بازیگر جوان سینمای اوگاندا با حضور در فیلم ملکه کاتوه ۲۰۱۶ و درخشش در این فیلم سهم زیادی در معرفی سینمای اوگاندا داشت.

## فیلم‌هایی که تمام یا بخشی از آن در اوگاندا فیلم‌برداری شدند
- آخرین پادشاه اسکاتلند ۲۰۰۶ مهمترین فیلمی که در تاریخ سینمای اوگاندا در این کشور ساخته شده‌است.هورن بازرگان (۱۹۳۱)
- معادن شاه سلیمان (۱۹۵۰)
- ملکه آفریقایی (۱۹۵۱)
- موگامبو (۱۹۵۳)
- شیر (۱۹۶۲)
- میسیسیپی ماسالا (۱۹۹۱)

آخرین پادشاه اسکاتلند ۲۰۰۶ مهمترین فیلمی که در تاریخ سینمای اوگاندا در این کشور ساخته شده‌است.

- ایس ونچورا: هنگامی که طبیعت فرا می‌خواند (۱۹۹۴)
- کنگو (۱۹۹۵)
- غریزه (۱۹۹۹)
- آخرین پادشاه اسکاتلند (۲۰۰۶)
- ارتش خاموش (۲۰۰۹)
- سلام (۲۰۱۱)
- تارزان (۲۰۱۳)
- ملکه کاتوه (۲۰۱۶)
- پلنگ سیاه (۲۰۱۸)

## جشنواره‌ها
از سال ۲۰۱۱ سینمای اوگاندا یک جشنواره فیلم سالیانه با نام جشنواره بین‌المللی فیلم مروارید (Pearl International Film Festival) برگزار می‌کند.